# トゥルカナ (カウンティ)
トゥルカナ（スワヒリ語: Wilaya ya Turkana、英語: Turkana County）は、ケニア西部の旧リフトバレー州北部のカウンティ。
中心都市はロドワ。
2009年の人口は85万5399人。
ケニアの最北西に位置し、最大の面積を持つ。

## 人口[1]
- 1979年8月24日：14万2702人
- 1989年8月24日：18万4060人
- 1999年8月24日：45万860人
- 2009年8月24日：85万5399人

## 隣接カウンティ
- 北：南部諸民族州
- 東：トゥルカナ湖
- 南東：サンブル (カウンティ)
- 南：バリンゴ (カウンティ)
- 南：西ポコット (カウンティ)
- 南西：モロト県
- 西：カボング県
- 北西：ナモルニャング州

## 主要都市(2009年の人口)
- ロドワ（英語版）：4万5368人(中心都市)
- カクマ：3万1962人

## 歴史
トゥルカナ湖西岸の支流で石器時代に文化が有った。
最古の遺跡は330万年前に遡る。
カウンティ南西部のナタルクでは、狩猟民族同士の紛争の証拠が残っている。
1900年～1918年、イギリスがこの地域を征服した。
1926年、イギリスが全てのトゥルカナ人を服従させた。
1958年、イギリスはイシオロ (カウンティ)に住むトゥルカナ人を、この地域に強制移住させた。
1976年まで、ケニアの他の地域からこの地域への道路は封鎖されていた。
2000年の報告では、カウンティ北部の住民は、エチオピアからの襲撃によって絶滅寸前となり、生存者もカウンティ南部に追いやられた。
2005年、金が発見されたと発表された。
2012年3月26日、ムワイ・キバキ大統領はトゥルカナ (カウンティ)で石油を発見したと発表した。
イギリスとアイルランドの合弁会社のトゥロウ石油が開発している。
2013年、UNESCOが大量の地下水の存在を発表した。

## 言語
この地域はトゥルカナ語では「アトゥルクスヴェン」と呼ばれる。
幾つかの地名は、ポコット語やサンブル語由来であるが、その話者はトゥルカナ人に追放された。

## 設備
- トゥルクウェル水力発電所（英語版）(ケニア電力開発（英語版）)

## 気候
1982年の年間降水量は115mm～650mmだった。
1938年～1988年の間に13回旱魃が有った。

## 経済
トゥルカナ (カウンティ)はケニアの最貧地域である。

## 著名人[25]
- ポール・エレング(Paul Ereng)
  - 1966年8月22日～
  - ケニア代表の陸上(800m)選手
    - 1988年：ソウル五輪1988金メダル
    - 1989年：世界室内陸上選手権(ハンガリー・ブダペスト)金メダル
    - 1991年：世界室内陸上選手権(スペイン・セビリア)金メダル

- アジュマ・ナセニャナ（英語版）
  - 1984年～
  - 女性モデル

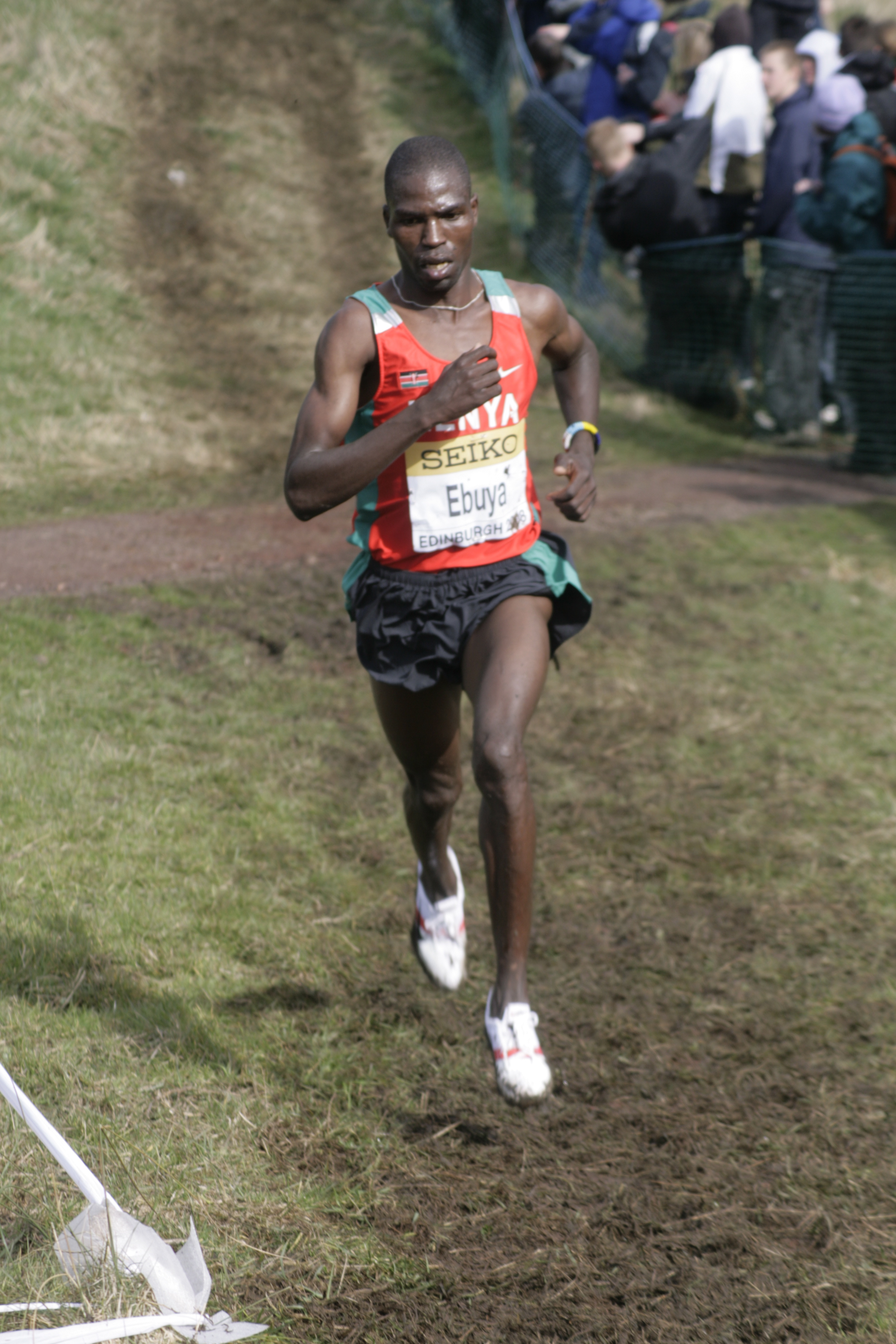
ジョセフ・エブヤ(2008年)

- ジョセフ・エブヤ(Joseph Ebuya)
  - 1987年6月20日～
  - ケニア代表の陸上選手
    - 2006年：世界ジュニア陸上選手権(中国・北京)銅メダル(5000m)・銀メダル(10000m)
    - 2007年：IAAFワールドアスレチックファイナル(ドイツ・シュトゥットガルト)銀メダル(3000m)
    - 2010年：世界クロスカントリー選手権(ポーランド・ブィドゴシュチュ)金メダル(シニア)